# Казанская церковь (Пори)
Казанская церковь (фин. Kazanin Jumalanäidin ikonin kirkko) — православных храм в юрисдикции патриарших приходов Русской православной церкви в городе Пори, в Финляндии.

## История
Здание церкви с 1940-х годов использовалось финской православной общиной для богослужений, а после строительства собственной каменной церкви, в 2004 году было приобретено Русской православной церковью для действовавшего с 1999 года русского прихода в честь Казанской иконы Божией Матери.
11 июня 2003 года храм посетил министр иностранных дел РФ Игорь Иванов, который передал в дар приходу икону преподобного Серафима Саровского.
Церковь была освящена епископом Вологодским и Великоустюжским Максимилианом (Лазаренко). Ряд икон для храма был написан финской иконописицей Мари Забышной.